# 陆家嘴论坛
陆家嘴论坛是中华人民共和国上海市的一個由中国人民银行、金监总局、中国证监会、和上海市人民政府聯合舉辦的一個研討世界、中華人民共和國以及上海金融經濟形勢與政策的論壇。首屆陸家嘴論壇於2008年5月舉行，每年舉辦一屆，每屆確定一個主題，一般會期為期兩天。

## 外部連結
- 官方网站